# 伊藤広基
伊藤 広基（いとう ひろき、2002年2月19日 - ）は、日本のファッションモデル、YouTuber 、TikToker。東京都出身。ファッション雑誌『Popteen』の元専属モデル。

## 来歴
2002年2月東京都大田区生まれ。
幼稚園よりサッカーを始める
小学生時代は区代表GK
中学生時代はJリーグ下部組織で活躍
2016年に8人組メンズアイドルグループ「NetsuAc」に加入。
2019年12月30日、グループを卒業。
2019年3月　Popteen全力祭2019専属モデルオーディションにてグランプリ受賞
2019年3月　Popteen専属モデルとして紙面を飾る
2021年2月　日本アカデミー賞最優秀作品賞　映画　ミッドナイトスワン　主人公の友人役で出演
2021年5月　Popteen専属モデル卒業
2023年1月　Youtubeチャンネル(HIROKI ITO ASMR)開設
2023年6月　Youtubeチャンネル登録者数10万人達成
2023年9月　Youtubeチャンネル登録者数50万人達成
2023年9月　Tiktokフォロワー　50万人達成
2023年10月　Youtubeチャンネル総再生回数　1億回達成
2024年4月　YouTubeチャンネル総再生回数　1億5000万回達成
2024年4月　SNS総フォロワー数　150万人を突破
2024年5月　9人組ダンス＆ヴォーカルグループ　DOL　に参加　
【雑誌】
Popteen専属モデル
2019年3月～2021年8月
【映画】
2021年　ミッドナイトスワン
【ドラマ】
2020年　AbemaTV新オリジナル連続ドラマ『17.3about a sex』
【朗読劇】
2020年　WISH～奇跡を願う甘い夜～
【イベント】
2019年　Popteen全力祭　(豊洲PIT)
2019年　Popteen真夏のティーンズフェス　(豊洲PIT)
2019年　Popteenハロウィーンイベント　(ららぽーと)